# Koloidni sustav
Koloidni sustavi heterogene su smjese u kojima je jedna tvar ravnomjerno izmiješana s drugom tvari. Naziv koloidi potječe od grčke riječi κόλλα (kólla) što znači ljepilo, a predložio ga je Thomas Graham, škotski kemičar kojega nazivaju ocem kemije koloida. Za razliku od homogenih smjesa, u koloidnim sustavima čestice se sastoje od nakupina više atoma, molekula ili iona. U koloidne se sustave, osim čestica kod kojih su sve tri dimenzije koloidne, ubrajaju i koloidne niti s dvijema koloidnim dimenzijama i filmovi s jednom koloidnom dimenzijom.
Koloidni sustavi razlikuju se od otopina i grubo disperznih sustava.    
|                           | Otopina                    | Koloidni sustavi    | Grubo disperzni sustavi            |
| ------------------------- | -------------------------- | ------------------- | ---------------------------------- |
| Izgled                    | bistre, transparentne      | bistre ili zamućene | zamućene                           |
| Veličina čestica          | < 1 nm                     | 1 nm do 1 μm        | > 1 μm                             |
| Raspršenje svjetlosti     | nema raspršenja svjetlosti | raspršuju svjetlost | raspršuju i reflektiraju svjetlost |
| Sedimentacija (taloženje) | ne                         | ne (ili jako sporo) | da                                 |

Dispergirana faza raspršena je u disperznom sredstvu. Dispergirana faza građena je od više atoma, molekula ili iona.
U koloidnim sustavima tvar koja je raspršena (dispergirana faza) u drugoj tvari (disperzno sredstvo) građena je od više povezanih atoma, molekula ili iona. Dimenzije čestica dispergirane faze veće su od dimenzija iona i molekula, no opet toliko male da se ne mogu vidjeti golim okom ili školskim optičkim mikroskopom. Koloidni sustavi su veličine između 1 i 1000 nm.                                                                                       
| Medij/ agregatno stanje | Medij/ agregatno stanje | DISPERGIRANA FAZA                                          | DISPERGIRANA FAZA                           | DISPERGIRANA FAZA                               |
| Medij/ agregatno stanje | Medij/ agregatno stanje | Plin                                                       | Tekućina                                    | Čvrsta tvar                                     |
| ----------------------- | ----------------------- | ---------------------------------------------------------- | ------------------------------------------- | ----------------------------------------------- |
| DISPERZNO SREDSTVO      | Plin                    | Smjese plinova su homogene smjese (nisu koloidni sustavi). | Tekući aerosol magla, sprej za kosu, oblaci | Čvrsti aerosol dim, krute čestice u zraku, smog |
| DISPERZNO SREDSTVO      | Tekućina                | Tekuće pjene šlag, pjena za brijanje                       | Emulzije mlijeko, majoneza, krema za ruke   | Suspenzije tinta, krv, boje za zidove           |
| DISPERZNO SREDSTVO      | Čvrsta tvar             | Čvrsta pjena stiropor, kamen plovućac                      | Čvrsta emulzija, gel želatina, žele, maslac | Čvrsta suspenzija obojeno staklo                |

Koloidne čestice veće su od molekula, ali ipak imaju neka svojstva molekula. Na koloidne čestice slabo utječe gravitacijsko polje, sporo ili nikako ne sedimentiraju i u disperznom se sredstvu gibaju nasumično. Koloidnim česticama, za razliku od molekula, možemo odrediti volumen, površinu ili gustoću. Ukupna površina čestica raste usitnjavanjem. Koloidne čestice mogu biti građene od nakupine atoma, iona, molekula, a može biti i samo jedna makromolekula (DNA ili RNA). Svim je koloidnim česticama zajedničko da imaju relativno veliku ukupnu površinu.

## Tyndallov fenomen
Propustimo li vidljivu svjetlost kroz otopinu, zrak, koloidnu suspenziju ili maglu uočit ćemo razliku. Kroz otopinu ili čisti zrak svjetlost samo prolazi. Na koloidnim česticama vidljiva se svjetlost raspršuje. Raspršena svjetlost iz automobila vidi se na česticama magle, smoga i prašine u zraku. Raspršena svjetlost može se vidjeti ako se laserska zraka propusti kroz čašu u kojoj se nalazi voda i nekoliko kapi mlijeka.
Pojava raspršenja svjetlosti naziva se Tyndallovim fenomenom. Irski fizičar John Tyndall (1820. – 1893.) pojavu raspršenja uočio je proučavajući plinske smjese i pokušavajući dobiti zrak bez čestica prašine na kojima je tijekom pokusa dolazilo do raspršenja svjetlosti. Ta pojava karakteristična je za koloidne sustave i katkad suspenzije.
Dio svjetlosti prolazi kroz koloidni sustav (transmisija svjetlosti), a dio se raspršuje (disperzija svjetlosti). Koliki će biti intenzitet raspršenoga svjetla, ovisi o veličini čestica, ali i o valnoj duljini svjetlosti. Svjetlost se više raspršuje ako je valna duljina upadne svjetlosti manja. Plava svjetlost jače se raspršuje od crvene svjetlosti, što je razlog zašto nam dim pokatkad izgleda plavkasto. Plava boja neba također se objašnjava raspršenjem svjetlosti, ali na molekulama plinova u zraku. Bez atmosfere nebo tijekom dana nad Zemljom bilo bi crno kao što i je tijekom noći. Raspršenje svjetlosti nije samo zanimljivo kao pojava nego se iskorištava kao metoda za određivanje broja i veličine koloidnih čestica.

## Svojstva koloidnih čestica

### Adsorpcija
Koloidne čestice imaju svojstvo adsorpcije. To je proces vezanja čestica na graničnoj površini dviju faza. Zbog velike ukupne površine čestice koloidnih dimenzija imaju veliku sposobnost adsorpcije jer im se tako smanjuje površinska energija. Proces adsorpcije uglavnom je egzoterman. Hrapave i porozne površine mogu adsorbirati više čestica nego glatke površine. Adsorpcija je često reverzibilna, a suprotan proces naziva se desorpcija. Razlikujemo kemijsku adsorpciju, kemisorpciju, kod koje se čestice na adsorbens vežu kemijskim vezama i fizikalnu adsorpciju kod koje su između čestica i adsorbensa prisutne van der Waalsove sile. Kemisorpcijom vodika na površini metala, primjerice platine, paladija ili nikla nastaju spojevi slični hidridima, kovalentna se veza medu atomima vodika raskine, on je tada kemijski reaktivniji, stoga se ti metali upotrebljavaju kao katalizatori reakcija u kojima sudjeluje vodik.
Jedan od najpoznatijih adsorbenasa jest aktivni ugljen. Za adsorpciju plinova i para najučinkovitiji je onaj dobiven od ljusaka kokosovih oraha i badema, koštica šljiva i trešanja te drva. Upotrebljava se i u medicinske svrhe za ublažavanje probavnih tegoba jer adsorbira na površinu toksine, bakterije i plinove koji se nalaze u crijevima. Jedan gram aktivnoga ugljena može imati površinu od 500 do 3000 m2. Upotrebljava se iza pročišćavanje voda, uklanjanje boja iz otopina, mirisa iz prostora i dr.
Ukupna je energija sustava manja što je sustav stabilniji. Budući da je za koloidne čestice karakteristična velika ukupna površina, za održavanje takve površine potrebna je veća energija i očekivalo bi se da će koloidni sustavi biti nestabilni. Međutim, oni su stabilni jer su čestice dispergirane faze dispergirane u obliku koloidnih micela koje imaju manju ukupnu površinu. Micele se međusobno dalje ne udružuju, nego se odbijaju zbog ionskoga ili hidratnoga ovoja adsorbiranoga na svojoj površini. Prema vrsti ovoja, micele mogu biti hidrofilne (na svoju površinu vežu molekule vode) ili hidrofobne (na svoju površinu vežu pozitivne ili negativne ione iz disperznoga sredstva).
Micelu koloidnoga sustava čine koloidna čestica i difuzni sloj. Budući da su sve micele toga koloidnog sustava istoimenoga naboja, međusobno se odbijaju te zbog toga ne dolazi do koagulacije, udruživanja koloidnih čestica u veće agregate, već one sedimentiraju. Koloidne čestice tla u riječnim tokovima stabilizirane su na taj način. Kad se rijeka ulijeva u more, mijenja se ionski sastav disperznoga sredstva i dolazi do narušavanja ionskoga sloja na površini, do koagulacije i sedimentacije koloidnih čestica te nastaje karakterističan mulj na ušćima rijeka.
U hidrofilnim je koloidima dispergirana faza najčešće neka organska molekula, primjerice protein ili škrob. Funkcijske skupine koje se nalaze na površini molekula, karboksilna, amino ili hidroksilna skupina mogu s molekulama vode stvarati vodikove veze te nastaje prvi sloj, hidratni, slično kao ioni kod hidrofobnih koloida. Na taj sloj nadovezuje se difuzni sloj koji čini kontinuirani prijelaz između dispergirane faze i disperznoga sredstva. Hidratni ovoj kod hidrofilnih koloida sprečava koagulaciju. Naboj na površini koloidnih čestica može nastati adsorpcijom iona, a koloidne čestice mogu imati vlastiti naboj koji je posljedica ionizacije u samim molekulama, primjerice u molekulama aminokiselina i proteina. Na temelju toga svojstva razvijena je analitička metoda elektroforeze. To je postupak razdvajanja i identifikacije koloidnih čestica djelovanjem istosmjerne struje. Elektroforeza ima veliku primjenu u mnogim područjima znanosti, a posebno u biokemiji gdje se upotrebljava u istraživanju aminokiselina, proteina i nukleinskih kiselina. Uspješno se upotrebljava u identifikaciji i odvajanju različitih molekula koje se razlikuju po veličini i naboju.

### Brownovo gibanje
Promatrajući čestice peludi u vodi, škotski botaničar Robert Brown primijetio je da se one neprestano gibaju. Pojava je prema njemu dobila naziv Brownovo gibanje. To je termalno gibanje jer mu je podrijetlo prema kinetičkoj teoriji u toplinskoj energiji. Kad govorimo o koloidima, možemo reći je Brownovo gibanje neprestano kaotično gibanje koloidnih čestica u disperznome sredstvu. Što su čestice manje, a temperatura sustava viša, gibanje je brže. Ono uzrokuje i pojavu difuzije, spontanoga miješanja čestica različitih tvari do izjednačenja koncentracije. Bitno je naglasiti da takvo kaotično gibanje koloidnih čestica ne uzrokuje njihovu sedimentaciju jer se čestice koloidnih dimenzija sudaraju međusobno i s česticama disperznoga sredstva. Stoga su koloidne čestice i dalje jednoliko raspršene u disperznome sredstvu. Povišenje temperature koloidnoga sustava uzrokuje brže gibanje i više sudara koloidnih čestica. One imaju veću energiju, stoga se mogu asocirati u veće, a samim time i teže čestice koje se zatim mogu spontano istaložiti pod utjecajem gravitacijske sile, tj. sedimentirati. Ako promatramo svaku koloidnu česticu zasebno, na nju djeluje gravitacijska sila, njoj suprotstavljena sila koja je posljedica vertikalne komponente Brownova gibanja i sila trenja. Kad se izjednače gravitacijska sila i sila trenja, doći će do sedimentacije koloidnih čestica. Do sedimentacije može doći i dodatkom otopine elektrolita koja sadržava ione koji neutraliziraju površinski naboj koloidne čestice zbog čega dolazi do povezivanja primarnih koloidnih čestica.

### Difuzija
Procesom difuzije čestice molekula i iona u otopini spontano prolaze iz područja veće u područje manje koncentracije do izjednačenja koncentracije.

### Dijaliza
Koloidne čestice većih su dimenzija od molekula i iona, stoga i sporije difundiraju kroz disperzno sredstvo. Na temelju toga svojstva s pomoću polupropusne membrane koloidne čestice mogu se odvojiti od čestica koje su u sastavu prave otopine. Thomas Graham tu je pojavu nazvao dijaliza. Polupropusne membrane u dijalizi ne djeluju kao sita kroz koja koloidne čestice neće proći, nego se one od iona ili manjih molekula iz otopine odvajaju na temelju mnogo manje brzine difuzije. Polupropusne se membrane s vrlo sitnim porama prema koloidnim česticama ponašaju i kao filtri, stoga se upotrebljavaju za pročišćavanje koloidnih sustava. Postupak se može ubrzati povećanjem tlaka zbog čega će ioni i manje molekule brže prolaziti kroz polupropusnu membranu. Taj postupak naziva se ultrafiltracija.

## Reference
1. Begović, Tajana; Luetić, Marina; Novosel, Frances; Petrović Peroković, Vesna; Rupčić Petelinc, Sonja. 2021. Kemija 4. Školska Knjiga. Zagreb. str. 300–306. ISBN 978-953-0-22465-0

1. 1 2 3  Begović, Tajana; Luetić, Marina; Novosel, Frances; Petrović Peroković, Vesna; Rupčić Petelinc, Sonja. 2021. Kemija 4. Školska Knjiga. Zagreb. str. 300–306. ISBN 978-953-0-22465-0
2. 1 2 3 4 5 6 7 8  Barić Tominac, Melita; Habuš, Aleksandra; Liber, Snježana; Vladušić, Roko. 2019. Kemija 1. Profil Klett. Zagreb. ISBN 978-953-8122-66-8